# Hemiprocne longipennis
El vencejo arborícola culigrís o vencejo arbóreo empenachado (Hemiprocne longipennis) se le da también el nombre de CLECO por el grito especial que lo distingue. Es una especie de ave apodiforme de la familia Hemiprocnidae que vive en el Sudeste asiático.
Su área de distribución abarca India, Sri Lanka, Laos, Camboya, Brunéi, Indonesia, Malasia, Birmania, las Filipinas, Singapur, las Célebes, y Tailandia.
El vencejo arbóreo habita los manglares, bosques húmedos tropicales y, en general, los cañaverales de las llanuras o las zonas cultivadas de las colinas, siempre que existan árboles altos, en los que posa de buen grado, aun no siendo buen trepador.
En general el ave nidifica en ramas aisladas, no lejos de la copa de los árboles. Si la elección del lugar resulta extraña para un apódido, aún lo es más la desproporción existente entre el tamaño animal, su nido y su huevo.
Por su forma hemisférica y el modo en que se hallan consolidados los materiales que lo integran, el nido recuerda el de las salanganas aunque es de menor tamaño y más aplanado, pues mide un centímetro de profundidad por tres o cuatro de diámetro. Tiene forma de escudilla plana y algo alargada, capaz apenas para el único huevo que integra la puesta. Las paredes, delicadas y sutilísimas, están formadas por plumas, liquen arbóreo y cortezas, materiales cementados por saliva viscosa del ave. Las reducidas dimensiones y  la fragilidad del nido no permiten posarse a la hembra cuando realiza la función incubadora, tal como hacen otras aves; por tanto, se posa en la rama y cubre con el vientre el nido y el huevo, ovalado y de color azul celeste. Al parecer, la especie nidifica dos veces al año, y sólo en ocasiones excepcionales emplea el mismo nido del año anterior.
La evidente desproporción existente entre el tamaño del ave, el nido y el huevo indujo a Bernstein a observar observar a un polluelo, para determinar su comportamiento unos días después del nacimiento, es decir, cuando su cuerpo hubiera adquirido ya cierto desarrollo. El naturalista comprobó  que, a los pocos días de la eclosión, el pequeño salía del nido y se posaba en la rama en que éste se hallaba sujeto, imitando de este modo el comportamiento de la madre.
Así expuesta, el avecilla sería fácil presa de las aves rapaces, si no supiera esconderse a la perfección; en efecto, en cuanto advierte la presencia de algo nuevo o sospechoso, alza la cabeza, endereza las plumas, se acurruca, esconde las patas y permanece en una inmovilidad absoluta, con lo que pasa inadvertida, pues su plumaje se confunde con el color del ramaje.